# Interstate 70 (Utah)
La route Interstate 70 (I-70) dans l'État américain de l'Utah, traverse d'est en ouest, sur 373,61 km, la partie centrale de l'État. L'Interstate 70 relie sur 3 465 km d'ouest en est Cove Fort dans l'Utah au parc relais de Baltimore dans le Maryland. Dans l'Utah, Richfield est la plus grande ville desservie par la route, qui ne dessert pas ou ne relie pas de zones urbaines dans tout l'état. La route a été construite pour relier Los Angeles au nord-est des États-Unis. L'I-70 a été la deuxième tentative de relier le sud de la Californie à la côte est des États-Unis via le centre de l'Utah, après une tentative échouée de construction d'une ligne de chemin de fer transcontinental dont le tracé a partiellement servi de guide à la route I-70. 
Contrairement à la plupart des autres routes entre États américains, l'I-70 dans l'Utah n'a pas été construite parallèlement ou en supplément d'une grande route déjà existante des États-Unis. Les portions de l'I-70 ont été construites dans des zones où auparavant il n'y avait pas de routes asphaltées. Parce qu'il s'agit d'un tout nouveau axe routier, l'I-70 offre de nombreuses fonctions qui sont uniques dans le système de l'Interstate Highway. Par exemple, les 177 km entre Green River et Salina sont le plus long tronçon routier du système de l'Interstate Highway sans station-service. Il faut noter que ce même tronçon est la plus long nouveau tronçon de route construit aux États-Unis depuis la route de l'Alaska et le plus long tronçon de route Interstate à ouvrir en une fois. La construction de la portion de l'Utah I-70 est répertorié comme l'une des merveilles de l'ingénierie de l'Interstate Highway. 
Le choix de la route a un impact significatif sur la nature et la culture de la vallée Sevier. Il a également motivé les écologistes à créer un nouveau parc national le long de la route pour protéger les sites panoramiques situés le long de la route. L'I-70 de Green River à Grand Junction, au Colorado, fait partie de la Dinosaur Diamond Scenic Byway, faisant de l'I-70 l'une des rares routes Interstate à faire partie du National Scenic Byway. Les attractions énumérées par l’Administration Fédérale des Autoroutes (Federal Highway Administration) pour cette portion de route comprennent: le parc national des Arches, le parc national des Canyonlands, la carrière des dinosaures de Cleveland-Lloyd, le parc d'État de Goblin Valley et le Ruby Canyon. Plusieurs routes secondaires partant de I-70 conduisent à des sites ou à des traces de pas de dinosaures.

## Sorties
Les numéros de sorties correspondent à la distance en miles depuis l'échangeur avec l'intersate 15.
- Échangeur entre Interstate 15 et Interstate 70
- 1 :  Historic Cove Fort
- 7 :  Clear Creek Canyon road
- 17 :  Fremont Indian State Park
- 23 :  Hwy 89, Panguitch, Kanab
- 25 :  Joseph, Monroe
- 31 :  Elsinore
- 37 :  Richfield
- 40 :  Richfield
- 48 :  Sigurd, Aurora
- 56 :  Hwy 89, Salina
- 63 :  Gooseberry road
- 73 :  Salina Creek
- 86 :   Aire de repos Ivie Creek Rest et Picnic Area (dans les deux sens)
- 91 :  Price, Loa
- 99 :  Milliers Canyon
- Aires de repos Sand Bench View Area (sens  Cove Fort-Colorado),  Slat Wash View Area (sens Colorado-Cove Fort)
- 108 :  Lone Tree
- Aire de repos Devil Canyon View Area (sens  Cove Fort-Colorado)
- 116 :  Moore,  Aire de repos Eagle Canyon Westbound Rest Area (dans les deux sens)
- Aire de repos Ghost Rock View Area (dans les deux sens)
- 131 :  Simbad Road
- Aires de repos San Rafeal Swell Top View Area (sens  Cove Fort-Colorado),  Black Dragon Canyon View Point (sens Colorado-Cove Fort)
- Aire de repos San Rafeal Swell View Area (sens  Colorado-Cove Fort)
- 149 :  Hanksville
- 157 :  Price, Salt Lake City
- 160 :  Green River
- 164 :  Green River
- 175 :  Floy
- Aire de repos Crescent Junction Rest Area (sens  Cove Fort-Colorado)
- 182 :  Crescent Junction, Moab
- Aire de repos
- 187 :  Thompson Springs
- Aire de repos Utah Welcome Center (sens  Colorado-Cove Fort)
- 193 :  Yellowcat
- 204 :  Cisco
- 214 :  Danish Flat
- 221 :  Sulphur
- 227 :  Westwater
- Aire de repos Harley's Dome View Area (sens  Colorado-Cove Fort)
- Limite Utah/Colorado

## Tourisme
La route Interstate 70 permet l'accès à plusieurs sites touristiques importants situés dans le sud de l'Utah, la liste exhaustive suivante indique la distance à parcourir en miles depuis la sortie de l'Interstate.
- sortie 1 : Le site historique de Cove Fort à 1 mile
- sortie 17 : Le parc d'État de Fremont Indian à 1,3 mile
- sortie 23 : Le parc national de Bryce Canyon à 84 miles, le parc national de Zion à 124 miles, le parc d'État de Coral Pink Sand Dunes à 126 miles, Kanab et ses environs à 128 miles et le lac Powell et ses environs à 200 miles.
- sortie 40 : Le Parc national de Capitol Reef à 75 miles
- sortie 91 : Le site de Rochester Rock Art à 20 miles, le site Dry Wash Petroglyphs à 23 miles, le Parc national de Capitol Reef à 62 miles et la  carrière des dinosaures de Cleveland-Lloyd à 67 miles
- sortie 149 : Le parc d'État de Goblin Valley à 36 miles, le Parc national de Capitol Reef à 81 miles, le Natural Bridges National Monument à 139 miles, le parc d'État de Goosenecks à 172 miles et Monument Valley à 213 miles.
- sortie 182 : le parc national des Arches à 28 miles, le parc d'État de Dead Horse Point à 40 miles et le parc national des Canyonlands à 41 miles et Monument Valley à 180 miles .